# Karakorampas
De Karakorampas is een bergpas over de oostelijke flank van de Karakoram, tussen het onder Chinese administratie vallende Oost-Turkestan en het door India en Pakistan bestuurde Baltistan. De pas vormde vroeger het hoogste punt op een karavaanroute tussen India en Centraal-Azië, maar is tegenwoordig afgesloten.
De hoogte en kou zorgden voor de dood van ontelbare lastdieren, de route was berucht om de grote hoeveelheden beenderen langs het pad. Ondanks de hoogte is de pas 's zomers grotendeels sneeuwvrij dankzij de harde wind.
De pas ligt direct ten oosten van de Siachengletsjer die door Pakistan en India wordt bevochten. In feite vormt de pas de strategische reden voor het conflict. Desondanks zal zelfs als de pas geopend zou worden het belang niet al te groot meer zijn, vanwege de aanleg van de Khunjerabpas en de Karakoram Highway verder naar het westen.